# Philipp Buhl
Philipp Buhl (Immenstadt, 19 de diciembre de 1989) es un deportista alemán que compite en vela en la clase Laser.
Ganó cuatro medallas en el Campeonato Mundial de Laser entre los años 2013 y 2020, y tres medallas en el Campeonato Europeo de Laser entre los años 2012 y 2019.

## Palmarés internacional
| \| Campeonato Mundial \| Campeonato Mundial \| Campeonato Mundial \| Campeonato Mundial \| \| Año \| Lugar \| Medalla \| Clase \| \| ------------------ \| --------------------- \| ------------------ \| ------------------ \| \| 2013 \| Al Mussanah (Omán) \| Medalla de bronce \| Laser \| \| 2015 \| Kingston (Canadá) \| Medalla de plata \| Laser \| \| 2018 \| Aarhus (Dinamarca) \| Medalla de bronce \| Laser \| \| 2020 \| Melbourne (Australia) \| Medalla de oro \| Laser \| \| Campeonato Europeo \| \| \| \| \| Año \| Lugar \| Medalla \| Clase \| \| 2012 \| Hourtin (Francia) \| Medalla de oro \| Laser \| \| 2015 \| Aarhus (Dinamarca) \| Medalla de plata \| Laser \| \| 2019 \| Oporto (Portugal) \| Medalla de bronce \| Laser \| |                       |                   |       |
| Campeonato Mundial |                       |                   |       |
| Año | Lugar                 | Medalla           | Clase |
| 2013 | Al Mussanah (Omán)    | Medalla de bronce | Laser |
| 2015 | Kingston (Canadá)     | Medalla de plata  | Laser |
| 2018 | Aarhus (Dinamarca)    | Medalla de bronce | Laser |
| 2020 | Melbourne (Australia) | Medalla de oro    | Laser |
| Campeonato Europeo |                       |                   |       |
| Año | Lugar                 | Medalla           | Clase |
| 2012 | Hourtin (Francia)     | Medalla de oro    | Laser |
| 2015 | Aarhus (Dinamarca)    | Medalla de plata  | Laser |
| 2019 | Oporto (Portugal)     | Medalla de bronce | Laser |